# Алхімік (фільм)
Алхімік (англ. The Alchemist) — американський фільм жахів 1983 року.

## Сюжет
Дія починається в 1811 році. Аарон вбиває свою дружину, дізнавшись про те, що вона стала коханкою алхіміка Дельгатто. Бажаючи помститися за смерть коханої, алхімік накладає на нього вічне закляття, через якє час від часу Аарон перетворюється на чудовисько. І ось через багато років живучи відлюдником в горах Аарон зустрічає жінку, яка, як він думає, є реінкарнацією його дружини.

## У ролях
- Роберт Гінті — Аарон МакКаллум
- Люсінда Дулінг — Ленора Сінклер
- Джон Сандерфорд — Камерон
- Віола Кейтс Стімпсон — Естер
- Роберт Глаудіні — Дельгатто
- Тоні Абатемарко — Демон
- Біллі Скаддер — Демон